# Wade Barrett
Stuart Alexander "Stu" Bennett (* 10. srpna 1980) je bývalý anglický profesionální wrestler a současný SmackDown komentátor. Dříve byl znám pod přezdívkou Bad News Barett později King Barett. V roce 2010 vyhrál první sezónu NXT a v červnu toho roku udělal i svůj debut na Raw jako vedoucí týmu Nexus.
Když byl v lednu 2011 přesunut do SmackDownu, založil nový tým zvaný The Corre. V březnu 2011 získal Intercontinental titul. Později získal tento titul ještě čtyřikrát, což ho dělá pětinásobným Intercontinental šampiónem. Před svým debutem ve WWE zápasil pod jmény Stu Sanders nebo Lawrence King. Po dlouhých spekulací Barett oficiálně dne 6.5. 2016 ukončil smlouvu s WWE, přesněji řečeno Barett byl propuštěn. Po nějaké době se vrátil jako komentátor show Smackdown.

## Dětství
Bennett se narodil v Penworthamu ale vyrůstal v Blackburnu v Lancashire. V šesti letech se se svou rodinou přestěhoval do Walesu. Má staršího bratra jménem Martin. Jako malý byl velký fanoušek "British Bulldog" Davey Boy Smith. Předtím než se stal profesionálním wrestlerem, byl boxerem v Liverpoolu. Bennett vystudoval mořskou biologii na univerzitě v Liverpoolu. Pracoval jako laboratorní vědec a později jako lektor na londýnské pobočce Venn.

## Profesionální wrestlingová kariéra

### 2004–2006
Bennett se rozhodl stát wrestlerem ve 21 letech. Byl trénován wrestlery Jon Ritchie a Al Snow. Debutoval roku 2004 pod jménem Stu Sanders ve společnosti NWA UK Hammerlock. Poté vystřídal spoustu společností, jako All Star Wrestling, Real Quality Wrestling a Dropkixx Wrestling, kde také získal Dropkixx IWC Heavyweight Championship.

### World Wrestling Entertainment

#### Vývojové středisko a NXT (2006–2010)
Poprvé se ve WWE objevil roku 2006 jako člen ochranky spolu s Sheamusem. V roce 2007 s ním WWE podepsala kontrakt. Byl poslán do vývojového střediska Ohio Valley Wrestling. Zde také vyhrál OVW Southern Tag Team Championship s Paulem Burchillem.
Roku 2008 byl poslán do dalšího vývojového střediska, Florida Championship Wrestling (FCW). Zde získal FCW Florida Tag Team Championship spolu s Drew McIntyrem. Po ztrátě titulů se tým rozpadl. V únoru 2009 se zranil a začal pracovat jako komentátor pod jménem Wade Barrett. V prosinci 2009 opět začal zápasit,
Barrett se poté účastnil 1. sezóny NXT, jeho "mentor" byl Chris Jericho. Barrettovi se podařilo tuto sezónu vyhrát, když ve finále porazil Davida Otungu a Justina Gabriela.

#### The Nexus and the Corre (2010–2011)
7. června Barrett debutoval v hlavním rosteru WWE, spolu s ostatními členy 1. sezóny NXT, jako vůdce stable Nexus. Napadli Johna Cenu, CM Punka, komentátory a ostatní personál a zničili ring. Nexus poté pokračoval v napadání ostatních wrestlerů. Barrett také několikrát bojoval o WWE Championship, na Night Of Champions, Bragging Rights a Survivor Series, ale titul se mu nepodařilo získat. Na začátku roku 2011 také přišel o místo ve stable Nexus, když vedení převzal CM Punk.
Barrett byl poté draftován do SmackDownu, kde napadl Big Showa. Poté založil stabli The Corre, spolu s Ezekielem Jacksonem a bývalými členy Nexusu, Heathem Slaterem a Justinem Gabrielem. Barrett bojoval o World Heavyweight Championship na PPV Elimination Chamber, ale byl vyřazen Big Showem. 22. března 2011 vyhrál Barrett Intercontinental Championship, když porazil Kofiho Kingstona. Na Wrestlemanii 27 byla The Corre poražena Kingstonem, Big Showem, Kanem a Santinem Marellou. 6. května Barrett, Gabriel a Slater napadli Jacksona a vyhodili ho z týmu. Jackson později porazil Barretta v zápase o Intercontinental Championship a The Corre se rozpadla.

#### 2011–2013
Barrett se po rozpadu The Corre zaměřil na sólovou kariéru. V listopadu 2011 započal feud s Randym Ortonem. Na Survivor Series se uskutečnil zápas Team Barrett vs Team Orton, který Team Barrett vyhrál. Barrett s Ortonem se znova střetli v prosinci na PPV TLC: Tables, Ladders and Chairs. Tento zápas vyhrál Orton. Feud skončil až v únoru 2012, výhrou Ortona v No Disqualifications zápase. Barrett si poté zlomil ruku a byl stažen z TV.
Vrátil se až 7. listopadu 2012 v show SmackDown a započal sérii vítězství, která trvala měsíc. Na Survivor Series 2012 byl členem týmu Dolpha Zigglera, tento tým také vyhrál. 31. prosince Barrett porazil Kofiho Kingstona v zápase o Intercontinental Championship. Titul prohrál proti The Mizovi na Wrestlemanii 29, ale hned další den v show Raw titul vyhrál zpět. Titul později prohrál na PPV Payback, v Triple Threat zápase i s Mizem ho porazil Curtis Axel. V srpnu 2013 měl Barrett krátký feud s Danielem Bryanem. Barrett poté opět zmizel z TV, kvůli problémům s vízem.

#### Bad News Barrett (2013–2015)
Barrett se vrátil 2. prosince 2013 pod jménem Bad News Barrett. Do ringu se však vrátil až 7. dubna 2014, porazil Reye Mysteria. Na Extreme Rules 2014 se stal počtvrté v kariéře Intercontinental šampioném, když porazil Big E-ho. 24. června však utrpěl další zranění a byl nucen odevzdat titul. Vrátil se 29. prosince 2014 v show Raw, porazil Cesara. Další show Raw získal popáté v kariéře Intercontinental Championship, když porazil Dolpha Zigglera v 2-out-of-3 falls zápase.
King of The Ring (2015)
Dne 26.4. během placené akce Extreme Rules byl oznámen návrat turnaje King Of The Ring (během této placené akce měl Barret původně zápasit o Intercontinental Championship proti Danielu Bryanovi, nicméně kvůli zranění nebyl Bryan schopen zápasit, tudíž Barrett měl náhradní zápas s Nevillem, který však prohrál). Několik wrestlerů zápasilo o postup do semifinále a následně do finále. Turnaj probíhal následovně:
Bad News Barrett def. Dolph Ziggler
R-Truth def. Stardust
Sheamus def. Dean Ambrose – DQ
Neville def. Luke Harper
Semifinále:
Bad News Barrett def. R-Truth
Neville def. Sheamus
Finále:
Bad News Barrett def. Neville
Dne 6.5. 2016 byl Wade Barret z WWE propuštěn.

## Ostatní media
3. května 2012 bylo oznámeno že bude hrát po boku Colina Farrella ve filmu od WWE Studios, "Dead Man Down".

## Osobní život
Dne 15. června 2008 byl Bennett v Tampě na Floridě zatčen a obviněn z ohrožování důstojníka. K zatčení došlo blízko restaurantu a baru Champps (2223 West Shore Boulevard North) ve 2 ráno. Byl však propuštěn již druhý den. Podle FCW zaplatil jen pokutu.
Bennett má tři tetování. První z nich je barbwire na levém deltovém svalu. Druhé je kmenový design pod právě již zmiňovaném tetování. Třetí je růže na pravém ramenním svalu společně se slovy 'Culture, Alienation, Boredom & Despair' (v překladu 'Kultura, odcizení, nuda a zoufalství'). Je to část textu z písně Manic Street Preachers od Little Baby Nothing.
Je to velký fanoušek fotbalového klubu Preston North End.

## Ve wrestlingu
- Zakončovací chvaty
  - Wasteland – 2010–současnost
  - Bull Hammer (High Elbow Strike)
  - Spinebuster – od roku 2004 do roku 2009
- Ostatní chvaty
  - Backbreaker
  - Back Kick
  - Big boot
  - Belly to Belly suplex
  - Diving elbow drop
  - Leaping elbow splash
  - Multiple knee lifts
  - Neckbreaker
  - Powerbomb
  - Pumphandle falling powerslam
  - Winds of Change
- Manažeři
  - Byron Saxton
  - Chris Jericho
- Přezdívky
  - Bare Knuckle Brawler/Fighter
  - "Jackal"
  - "Pinnacle"
  - Theme Songy
  - "We Are One" od 12 Stones (7. června 2010-3. ledna 2011; používáno v době týmu Nexus)
  - "End of Days" od Matt McCloskey a Jim Johnston (14. ledna 2011 – 27. ledna 2012)
  - "Just Don't Care Anymore od American Fangs a Jim Johnston (29. ledna 2012 – 15. května 2013)
  - "Rebel Son" od CFO$ a Jim Johnston (20. května 2013 – současnost)

## Šampionáty a ocenění
- Dropkixx
  - Dropkixx IWC European Heavyweight šampionát (1 krát)
- Florida Championship Wrestling
  - FCW Florida Tag Team šampionát (1 krát) – s Drew McIntire
- Ohio Valley Wrestling
  - OVW Southern Tag Team šampionát (1 krát) – s Paul Burchill
- Pro Wrestling Illustrated
  - PWI Feud roku (2010) – Nexus vs WWE
  - PWI Nejvíce nenáviděný wrestler roku (2010) – jako část Nexusu
  - Žebříček PWI ho v roce 2011 zařadil na 19. místě na Top 500 nejlepších wrestlerů PWI 500
- Pro Wrestling Report
  - Průlomová hvězda roku (2010)
- World Wrestling Entertainment/WWE
  - WWE Intercontinental šampionát (5 krát)
  - Vítěz NXT (první sezóna)
  - Cena Slammy Awards za největší šok roku (2010) – debut Nexusu